# Milícias privadas no Iraque

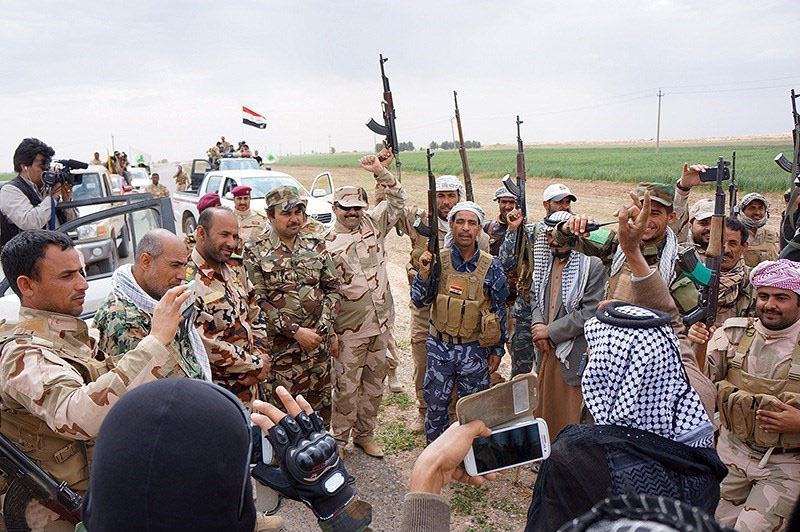
Exército iraquiano e Hashed al-Shaabi (Forças de Mobilização Popular do Iraque) lutando contra o Estado Islâmico na província de Saladino (2015).

O termo milícia no Iraque contemporâneo refere-se a grupos armados que combatem em nome ou como parte do governo iraquiano, sendo o Exército Mahdi e a Organização Badr dois dos maiores. Muitos são anteriores à queda de Saddam Hussein, mas alguns surgiram desde então, como o Serviço de Proteção das Instalações.
Desde o colapso de 2014 do exército iraquiano no norte do Iraque contra o Estado Islâmico do Iraque e do Levante, e a fatwa do aiatolá Ali al-Sistani pedindo a jihad ou hashad shaabi ("mobilização popular")  contra o Estado Islâmico, as milícias tornaram-se ainda mais proeminentes no Iraque. 

## Sustentação
De acordo com Eric David, professor de política do Oriente Médio na Universidade Rutgers, "Eles ganham algum salário, ganham um rifle, ganham um uniforme, têm a ideia de pertencimento, proteção de um grupo." No entanto, ele também observa que "As pessoas no [Exército Mahdi] só obtêm rendas esporádicas. Também é muito perigoso. Você pode estar lutando contra outra milícia, como a Organização Badr, ou pior, o exército americano ou o exército iraquiano."  Afirma-se que o Irã está apoiando as milícias. 
As milícias também receberam armas estadunidenses, que lhes foram entregues pelo governo iraquiano. 

## Lista de milícias
- Asa'ib Ahlulhaq                                       عصائب الحق
- Saraya Tali'a Al Khurasani                        سرايا طليعة الخراساني (ar)
- Kata'ib Sayed Al Shuhada'                        كتائب سيد الشهداء
- Harakat Hezbollah al-Nujaba                   حركة حزب الله النجباء 
  - Liwa'a Ammar Bin Yaser                          لواء عمار بن ياسر
- Kata'eb Hizbullah                                    كتائب حزب الله
- Companhias de Paz                                       سرايا السلام
- Failaq al Wa'ad Al Sadiq                          فيلق الوعد الصادق
- Organização Badr (ala militar)    منظمة بدر - الجناح العسكري
- Liwa Assad Allah al-Ghalib fi al-Iraq wa al-Sham                    لواء اسد الله الغالب
- Brigada do Dia Prometido                   لواء اليوم الموعود
- Saraya Al Zahra'a                                  سرايا الزهراء
- Liwa'a Thulfiqar                                    لواء ذو الفقار
- Liwa'a Kafeel Zaynab                            لواء كفيل زينب
- Saraya Ansarul Aqeedah                       سرايا انصار العقيدة (ar)
- Liwa'a Al Muntadhar                            لواء المنظر
- Badr Al Majamee' Al Khass'ah               بدر المجاميع الخاصة
- Liwa Abu al-Fadhal al-Abbas                    لواء ابو الفضل العباس
- Saraya al-Jihad                  سرايا الجهاد
- Saraya Al Difaa' Al Sha'bi                     سرايا الدفاع الشعبي
- Kata'eb Dir' Al Shia                              كتائب درع الشيعة
- Hizbullah Al Tha'iroon                         حزب الله الثائرون
- Kata'eb Al Tayar Al Risali                     كتائب التيار الرسالي (ar)
- Saraya Ashuraa'                                  سرايا عاشوراء
- Kata'eb Malik Al Ashtar                       كتائب مالك الاشتر
- Harakat Al Abdal                                 حركة الأبدال
- Kata'ib al-Imam Ali      كتائب الامام علي
- Exército Mukhtar                                جيش المختار
- Exército Mahdi                جيش المهدي
- Brigada da Babilônia
- Qabdat Al-Hoda[6]
- Usbet al-Thaireen
- Ashab al-Kahf
- Saraya Thawrat al-Eshreen al-Thaniya
- Hezbollah al-Abrar[7]
- Kata'ib al-Ghadab[8]

## Governo iraquiano
Nouri al-Maliki pediu aos partidos políticos que desmantelassem suas milícias em 5 de outubro de 2006.  Salientou ainda que as milícias são "parte do governo", que há uma "solução política" e, por fim, que deveriam "dissolver-se" porque "a força não funcionaria".  Ele atribuiu a violência sectária a "al-Qaeda no Iraque".  Também condenou os "leais a Saddam Hussein".  Isso levou a crescentes preocupações sobre a relutância de al-Maliki em eliminar as milícias xiitas. 
O Exército Mahdi, um grupo ligado ao clérigo xiita iraquiano Muqtada al-Sadr, foi considerado responsável por "assassinatos em estilo de execução" de 11 soldados iraquianos em agosto de 2006.  Na época, alguns oficiais estadunidenses postulavam que as milícias eram uma ameaça mais séria à estabilidade do Iraque do que a insurgência sunita. Além disso, as tropas da coalizão liderada pelos EUA foram "informadas de que não deveriam interferir em Sadr City porque Maliki depende de Sadr, o Exército Mahdi." No entanto, no final de janeiro de 2007, Maliki reverteu sua decisão.
O Conselho Supremo Islâmico do Iraque recusou-se a reconhecer a própria milícia, a Organização Badr. 

## Visões

### Apoio
Devido ao colapso de alguns segmentos do exército iraquiano pela ofensiva do Estado Islâmico, a atividade das milícias que lutam contra o grupo é amplamente apoiada pela maioria xiita no país, e muitos entre a minoria sunita.  

### Crítica
De acordo com o ex-embaixador dos Estados Unidos no Iraque Zalmay Khalilzad "a existência de milícias privadas" tem se mostrado "um problema persistente".
Brett H. McGurk, Diretor para o Iraque, do Conselho de Segurança Nacional declarou: "A constituição iraquiana deixa claro que as milícias são ilegais e a nova plataforma do governo promete desmobilizar as milícias como um de seus principais objetivos ... [As] milícias privadas ... pretendem fazer cumprir a lei religiosa por meio de tribunais ilegais. "
O senador norte-americano Ted Kennedy disse: "A violência sectária entre xiitas e sunitas está sendo alimentada pelas milícias privadas e é agora a maior ameaça à estabilidade."  Além disso, o senador norte-americano John Warner instou a Casa Branca a incitar Nouri al-Maliki a capacitar o exército iraquiano para subjugar as milícias e declarou: "É trabalho deles, não das forças da coalizão dos EUA subjugar e se livrar dessas milícias privadas". 
De acordo com Donatella Rovera, conselheira sênior de resposta à crise da Amnistia Internacional, no final de 2014, "Os crimes cometidos por milícias xiitas em todo o Iraque correspondem a crimes de guerra. Não são casos isolados. São sistemáticos e generalizados". Esses crimes têm como alvo a população sunita,  incluindo limpeza étnica em áreas sunitas, particularmente em torno de Bagdad Belts e da província de Diyala. 
O oficial norte-americano, Ali Khedery, criticou o envolvimento dos Estados Unidos com as milícias, afirmando: "Os Estados Unidos agora estão agindo como a força aérea, o arsenal e a cobertura diplomática para as milícias iraquianas que estão cometendo alguns dos piores abusos dos direitos humanos no planeta. Esses são "aliados" que na verdade estão em dívida com nosso inimigo estratégico, a República Islâmica do Irã, e que frequentemente recorrem às mesmas táticas vis que o próprio Estado Islâmico."
De acordo com o The Economist, "as milícias que o Irã está patrocinando são, de certa forma, a imagem espelhada dos jihadistas sunitas do Estado Islâmico (EI)." 